# 科内霍斯河
科内霍斯河（英語：Conejos River）是格蘭德河的一条支流，长约92.5英里（148.9），位于美国科羅拉多州的中南部。